# Dumbrava Roșie
Pour les articles homonymes, voir Dumbrava.
Dumbrava Roșie est une commune roumaine du județ de Neamț, dans la région historique de Moldavie et dans la région de développement du Nord-Est.

## Géographie
La commune de Dumbrava Roșie est située dans le centre du județ, sur la rive gauche de la Bistrița, à 6 km au sud-est de Piatra Neamț, le chef-lieu du județ, dont elle une banlieue.
La municipalité est composée des quatre villages suivants (population en 1992) :
- Brășăuți (634) ;
- Cut (2 333) ;
- Dumbrava Roșie (2 114), siège de la municipalité ;
- Izvoare (1 146).

## Politique
| Période                                  | Période  | Identité       | Étiquette | Qualité |
| ---------------------------------------- | -------- | -------------- | --------- | ------- |
| Les données manquantes sont à compléter. |          |                |           |         |
|                                          | 2016     | Ioan Grădinaru | PDL       |         |
| 2016                                     | En cours | Nicolae Catană | PNL       |         |

| Parti | Parti                                      | Sièges |
| ----- | ------------------------------------------ | ------ |
|       | Parti social-démocrate (PSD)               | 5      |
|       | Parti national libéral (PNL)               | 6      |
|       | Alliance des libéraux et démocrates (ALDE) | 1      |
|       | Parti Mouvement populaire (PMP)            | 3      |

## Religions
En 2002, la composition religieuse de la commune était la suivante :
- Chrétiens orthodoxes, 99,01 % ;
- Catholiques romains, 0,34 %.

## Démographie
En 2002, la commune comptait 7 129 Roumains (99,26 %) et 48 Tsiganes (0,66 %). On comptait à cette date 2 887 ménages.
De par sa proximité avec Piatra Neamț dont elle tend à devenir une véritable banlieue, la population croît de manière notable et régulière (+15,34 % entre 1992 et 2002, +6,84 % entre 2002 et 2007).
| 1992  | 2002  | 2007  |
| ----- | ----- | ----- |
| 6 227 | 7 182 | 7 673 |

## Économie
L'économie de la commune repose sur l'agriculture (pommes de terre), l'élevage, la transformation du bois, les constructions métalliques, les matériaux de construction et le commerce.

## Communications

### Routes
Dumbrava Roșie est située sur la route nationale DN15 Piatra Neamț-Bacău.

### Voies ferrées
La commune est desservie par la ligne de chemin de fer Piatra Neamț-Bacău.